# Родина Ґалаґанів (срібна монета)
«Роди́на Ґалаґа́нів» — срібна пам'ятна монета номіналом 10 гривень, випущена Національним банком України, присвячена відомому козацько-старшинському, згодом дворянському роду Ґалаґанів, представники якого уславилися як меценати, громадські діячі, які сприяли розвитку української культури та просвітительству. Зусиллями Григорія Ґалаґана в Києві в 1871 році було засновано відому Колегію Павла Ґалаґана.
Монету введено в обіг 29 жовтня 2009 року. Вона належить до серії «Славетні роди України».

## Опис монети та характеристики
| Номінал грн. | Метал            | Маса, г      | Діаметр, мм | Якість виготовлення | Гурт                           | Тираж, штук |
| ------------ | ---------------- | ------------ | ----------- | ------------------- | ------------------------------ | ----------- |
| 10           | срібло 925 проби | 31,1 / 33,62 | 38,61       | пруф                | гладкий із заглибленим написом | 7 000       |

### Аверс
На аверсі монети вгорі розміщено малий Державний Герб України, напис півколом «НАЦІОНАЛЬНИЙ БАНК УКРАЇНИ», у центрі зображено родовий маєток Ґалаґанів у Сокиринцях, унизу — номінал монети та рік карбування — «10»/ «ГРИВЕНЬ»/ «2009».

### Реверс

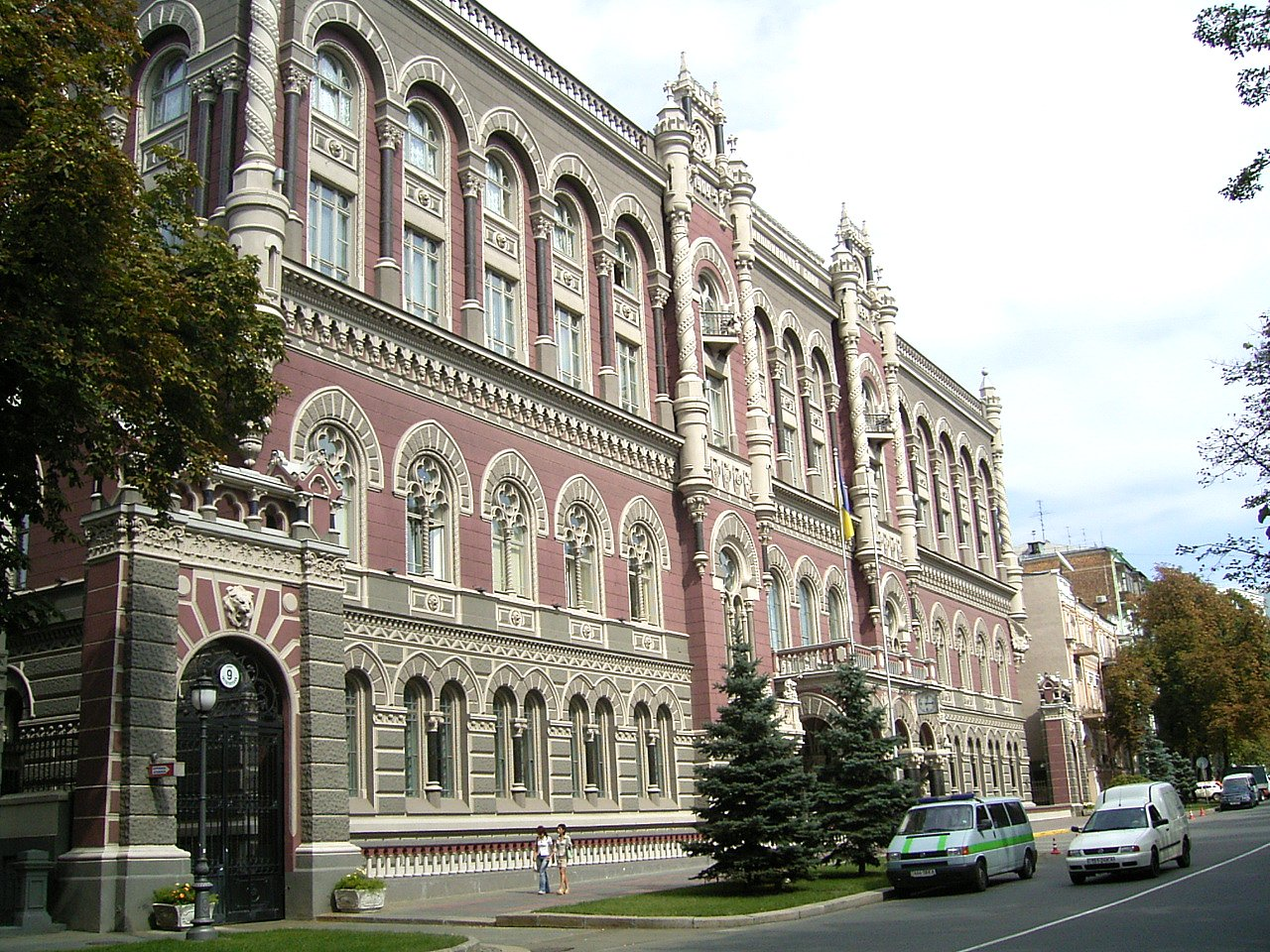
Будівля Національного банку України

На реверсі монети на тлі будівлі Колегії зображено представників родини Ґалаґанів — Катерину (ліворуч), Григорія (праворуч), Павла (угорі портрет у медальйоні), унизу — герб роду та розміщено написи: угорі півколом — «КАТЕРИНА 1826—1896», «ПАВЛО 1853—1869», «ГРИГОРІЙ 1819—1888», під будівлею — «КОЛЕГІЯ»/ «ПАВЛА ҐАЛАҐАНА», унизу — «РІД ҐАЛАҐАНІВ».

## Автори
- Художники: Таран Володимир, Харук Олександр, Харук Сергій.
- Скульптор — Атаманчук Володимир.

## Вартість монети
Ціна монети — 575 гривень була вказана на сайті Національного банку України в 2012 році.
Фактична приблизна вартість монети, з роками змінювалася так:
| Рік        | 2010 | 2011 | 2012 | 2013 | 2014 | 2015 | 2016 | 2017 | 2018 | 2019 | 2020 | 2021  | 2022  | 2023  | 2024  | 2025  |
| ---------- | ---- | ---- | ---- | ---- | ---- | ---- | ---- | ---- | ---- | ---- | ---- | ----- | ----- | ----- | ----- | ----- |
| Ціна, грн. | 370  | 450  | 550  | 500  | 390  | 500  | 700  | 720  | 760  | 670  | 630  | 1 050 | 1 170 | 1 550 | 2 050 | 2 500 |